# Sith
Sith je pripadnik izmišljene rase bojevniških svečenikov v izmišljenem svetu filmov Vojne zvezd. Ti so sledili temni strani »sile« in so nasprotovali Jedijem. Sithi so združeni v Red Sithov, ki je uprizorjena kot starodavna in kraterokratistična kultna organizacija, ki vodi svojo machievalistično imperialistično agendo proti Jedijem. Iz Sithov bodisi posredno bodisi neposredno izvirajo številne antagonistične frakcije, kot so Separatistično zavezništvo, Prvi galaktični imperij in Prvi Red.
Sithi so neusmiljeni in avtoritarni, njihov osrednji avtokratski vodja pa je zlit v eno osebo s častnim nazivom Temni Gospodar Sithov. Kultura temelji na samouničevanju in ponovnem izumljanju, prenosi moči se dogajajo preko državno sponzoriranih atentatov. Oslabljeni ali sprevrženi Sithi so ubiti, njihova lastnina pa je prenešena na njihovega morilca.
Mnogi izmed Sithov so bivši pripadniki Jedijev, ob vstopu pa si velikokrat spremenijo ime, ki se začne z »Darth«. Njihovo osnovno orožje je laserski meč, katerega plazmi podobno rezilo generira Kyber kristal.

## Najbolj znani Sithi
- Darth Sidius (senator Sheev Palpatine)
- Darth Vader (Anakin Skywalker)
- Darth Tyranus (grof Dooku)
- Darth Maul
- Darth Bane
- Darth Plageus
- Darth Revan
- Exar Kun
- Darth Malgus